# Tape-Mil
Tape-Mil (perz. تپه میل) je umjetni brežuljak s zoroastrijskim hramom vatre smješten nedaleko od drevnog iranskog grada Raja, dijela suvremenog Teherana. Monumentalna građevina također je poznata i kao Bahramov ili Rajski hram vatre (perz. آتشکده بهرام ili آتشکده ری), a datira se u sasanidsko razdoblje (3. − 7. st.).

## Zemljopis
Tape-Mil nalazi se 10-ak km jugoistočno od Raja, odnosno približno 1200 m od autoceste koja povezuje Teheran i Varamin. Umjetni brežuljak izgrađen je od nabijene zemlje i proteže se duljinom od 35 m u smjeru sjeverozapad-jugoistok. Širina mu iznosi 17 m, a u odnosu na okolicu (1023 m n. v.) izdiže se 18 m.

## Arheologija
Godine 1901. arheolozi iz Francuske počinju s ograničenim iskopavanjima, no Arheološki lokalitet nije temeljitije istražen sve do 1930-ih godina kada njemački arheolog E. F. Schmidt na Tape-Milu identificira hram vatre i datira ga u sasanidsko razdoblje (3. − 7. st.). Osim zoroastrijskog hrama, Schmidt je proučavao i arhitektonske ostatke na jugoistočnom platou Tape-Mile, rezidencije smještene istočno od hrama, te umjetne brežuljke u neposrednoj okolici. Novija iskopavanja obavlja iranski stručni tim kojeg predvodi arheolog Z.-T. Šejbani. S obzirom na to da je brežuljak od nabijene zemlje osjetljiv na atmosferilije koje imaju erozivan učinak, koncem 20. stoljeća nalazišta na jugoistočnom platou zaštićena su velikim montiranim krovištem. Nekoliko kilometara zapadno i jugozapadno od Tape-Mila nalaze se ostaci sasanidskih naselja kao što su Čal-Tarhan, Eškabad i Nezamabad, no nisu dovoljno istražena. Većina keramike i drugih predmeta pronađenih na Tape-Milu i okolici čuva se u Nacionalnom muzeju u Teheranu, dok su dijelom pohranjena i u malenom muzeju smještenom južno od brežuljka.

## Galerija
- Bočna strana hrama
- Svodovi nad središtem hrama
- Sporedni svodovi
- Ostaci kolosalnih stupova
- Štukature
- Štukatura s motivom ribe

## Poveznice
- Raj
- Zoroastrizam
- Sasanidsko Perzijsko Carstvo